# Speluncomeris hispanica
Speluncomeris hispanica är en mångfotingart som beskrevs av Henri W. Brölemann 1913. Speluncomeris hispanica ingår i släktet Speluncomeris och familjen klotdubbelfotingar. Inga underarter finns listade i Catalogue of Life.